# Benke Sándor
Benke Sándor (Kolozsvár, 1922. május 24. – Budapest, 1992. december 13.) romániai magyar közgazdász, egyetemi tanár.

## Életútja
Középiskolát és egyetemet szülővárosában végzett, itt szerzett közgazdasági doktorátust (1945). Előbb a mezőgazdasági főiskola tanára, majd 1975-től a Babeș–Bolyai Tudományegyetem közgazdasági karán tanszékvezető tanár. Agrárgazdaság-tudományi tanulmányait a Probleme de Economie Agrară, a Revista de Cercetări Economice és a Korunk közölte. Több munkaközösségben társszerző.

## Önálló munkái
- A kollektív gazdaságok jövedelme (Opra Pállal, 1956);
- A börvelyi Előre kollektív gazdaság monográfiája (Opra Pállal, 1958);
- Az oszthatatlan alap a kollektív gazdaságok jólétének forrása (1960).